# Midgee bellendenker
Midgee bellendenker là một loài nhện trong họ Toxopidae.
Loài này thuộc chi Midgee. Midgee bellendenker được Hugh Davies miêu tả năm 1995.